# Tomasz Radzinski
Tomasz Radzinski   (Poznań, 14 de desembre de 1973) és un exfutbolista canadenc, polonès de naixement i nacionalitzat belga, de la dècada de 2000.
Fou 46 cops internacional amb la selecció del Canadà.
Pel que fa a clubs, destacà a RSC Anderlecht, Everton FC, Fulham FC i Lierse SK.